# Ryōko Shinohara
Pour les articles homonymes, voir Shinohara.
Ryōko Shinohara (篠原涼子, Shinohara Ryōko), née le 13 août 1973 à Kiryu (Japon), est une ex-idole japonaise, chanteuse et actrice japonaise. 

## Biographie
Ryōko Shinohara débute dans les années 1990 au sein du groupe pop féminin "Tokyo Performance Doll", puis, à sa séparation en 1994, commence une carrière de chanteuse en solo sous l'égide de Tetsuya Komuro, et sort des singles régulièrement jusqu'en 1998, où elle se consacre pleinement à une carrière d'actrice fructueuse. Elle épouse le chanteur et acteur de doublage Masachika Ichimura de 24 ans son ainé en 2005.

## Discographie

### Albums
- 1993 : Ryoko from Tokyo Performance Doll
- 1995 : Lady Generation ～淑女の時代～
- 1997 : Sweets‐Best of Ryoko Shinohara

### Singles
- 1991 : Koi Wa Chanson (reprise de Chanson populaire de Claude François)
- 1992 : Squall
- 1994 : Sincerely
- 1994 : Itoshisato...
- 1995 : Motto Motto...
- 1995 : Lady Generation
- 1995 : Dame!
- 1996 : Heibon na Happy ja Monotarinai
- 1996 : Shi waseha sobani ru
- 1996 : Party wo nuke dasou!
- 1997 : Goodbye Baby
- 1998 : BLOW UP
- 1998 : A place in the sun
- 2000 : Rhytm to Rule
- 2001 : Someday somewhere
- 2003 : Time of GOLD

## Filmographie

### Cinéma
- 2000 : Go-Con Japanese Love Culture
- 2001 : Red Shadow (赤影, Akakage)
- 2001 : Reisei to Jounetsu no Aida
- 2002 : Kofuku no kane (Blessing Bell)
- 2002 : Kendama (けん玉)
- 2002 : Hi wa mata noboru (陽はまた昇る) de Kiyoshi Sasabe : Natsuka Kashiwagi
- 2004 : Kamikaze Girls (下妻物語, Shimotsuma monogatari) de Tetsuya Nakashima : la mère de Momoko
- 2006 : The Uchōten Hotel (THE 有頂天ホテル?) de Kōki Mitani : Yōko, la call girl
- 2006 : Hanada Shonenshi - Yuurei to Himitsu no Tunnel
- 2007 : Unfair: The Movie
- 2011 : Unfair: The Answer

### Drama
- 1992 : Houkago
- 1992 : Sugao no Mama de
- 1995 : Ninshin Desuyo 2
- 1995 : Kagayaku Toki no Naka de
- 1996 : Rennai Zenya Ichidodake no
- 1996 : Pure
- 1996 : Naniwa Kinyudo 2
- 1997 : Shinryounaikai Ryouko
- 1997 : Gift
- 1997 : Odoru Daisousasen
- 1998 : Ao no Jidai
- 1998 : Nanisama
- 1998 : Beach Boys Special
- 1998 : Kira Kira Hikaru
- 1999 : Kiken na kankei
- 1999 : Genroku Ryoran
- 2000 : Kabachitare
- 2000 : Tokimune Hojo
- 2001 : Saotome Typhoon
- 2001 : Mukodono!
- 2002 : HR
- 2002 : Renai Hensachi
- 2002 : Hatsu Taiken
- 2003 : Boku no Mahou Tsukai
- 2003 : Mukodono 2003
- 2004 : Mother and Lover
- 2004 : Hikari to Tomo ni
- 2004 : At Home Dad
- 2004 : Yankee Bokou ni Kaeru
- 2005 : Naniwa Kinyudo 6
- 2005 : Anego
- 2006 : Unfair SP
- 2006 : Message
- 2006 : Hanayome wa Yakudoshi
- 2006 : Unfair
- 2006 : Woman's Island
- 2007 : Haken no Hinkaku
- 2010 : Ogon no Buta
- 2010 : Moon Lovers
- 2013 : Last cinderella